# Carme Brunet Folch
Maria del Carmen Brunet Folch, més coneguda com a Carme Brunet (28 de gener de 1963) és una atleta catalana especialitzada en curses de fons. Durant la seva trajectòria esportiva destacà en els Campionats d'Espanya, proclamant-se campiona de fons en 20 quilòmetres els anys 1989 i 1991, i en cursa de 10 quilòmetres el 1990. Anteriorment, però, el 1987, ja havia aconseguit el títol de campiona de Catalunya de fons en pista en la prova de 10 quilòmetres. També fou campiona de Catalunya de mitja marató i de 10 quilòmetres l'any 1995, i de camp a través per equips el 1998. El 1990 va guanyar, també, la medalla d'or en la prova de 10 quilòmetres al Campionat Iberoamericà de Manaus. Fou onze vegades internacional amb la selecció espanyola. Per altra banda, participà també en curses de velocitat, i va batre el rècord català de 110 metres tanques. Brunet va participar i guanyar en diverses curses populars, com la Cursa Popular de Reus el 1998, o en la prova de cros, com en el XVI Cross de Vila-Seca, també el 1998.